# Endogami
Endogami (av grekiskans endo, inom och gamos, äktenskap) eller ingifte, kallas seden eller kravet att gifta sig endast inom en bestämd grupp eller social kategori. Ett syfte med detta är att ens särkultur inte går förlorad. 
Endogami förekommer inom i stort sett alla kulturer, men i synnerhet bland vissa grupper som jezidismen i Irak och inom hinduismen är det vanligt att man gifter sig inom sin kasttillhörighet. 